# Dryopithecus wuduensis
Dryopithecus wuduensis es una especie extinta de monos del Viejo Mundo del género Dryopithecus, que se produjo durante el Messiniense en China. La primera descripción en chino del D. wuduensis en 1988 se basó en un fósil encontrado en la provincia de Gansu, en el valle Longjiagou (coordenadas 33° 24' N, 104° 55' 12" E) del distrito de Wudu. El análisis bioestratigráfico del fósil indica que podría remontarse al límite inferior del Mioceno tardío, tal como aparece literalmente en la descripción original: "Mioceno superior (o inferior)".
El espécimen holotipo (catalogado como XD47Wd001), fue descrito por primera vez por Xue Xiang Xu y Eric Delson usando fragmentos de dientes de la mandíbula inferior identificando molares y dientes conservados. El fósil desde 1947 hasta 1948 estuvo en posesión del profesor Wang Yong-Yan, en la Facultad de Geología de la Universidad del Noroeste de Xi'an.
El nombre se deriva del griego Dryopithecus: "roble" y πίθηκος (píthēkos), que significa= "mono", significa "mono de los bosques de roble". El nombre de la especie, wuduensis se refiere a su procedencia de la ciudad de Longnan Wudu en la República Popular de China.
La dentición de Dryopithecus wuduensis difiere significativamente de las especies del género Proconsul, Sivapithecus y Kenyapithecus y tiene más rasgos en común con las especies conocidas del género Dryopithecus, conocido principalmente de Europa. Sin embargo, la constitución grácil y el tamaño de los dientes - especialmente los premolares relativamente pequeños - los diferencia de los fósiles conocidos de D. fontani y D. crusafonti. Los fósiles de otras especies de Dryopithecus analizadas sugieren que se diferencian entre otras cosas, por la longitud de las raíces del diente con respecto a D. wuduensis.